# Château de Berg (Bavière)
Pour les articles homonymes, voir Berg.
Le château de Berg (en allemand : Schloss Berg) est situé sur la rive est du lac de Starnberg dans le village de Berg, en Haute-Bavière.

## Histoire
La propriété a été acquise en 1676 par l'électeur de Bavière Ferdinand-Marie, qui a ordonné la construction du château de Berg. Il a été également le théâtre de nombreuses festivités sous ses successeurs.
En 1849, le roi Maximilien II a chargé l'architecte Eduard Riedel de réaménager le château en style néogothique avec plusieurs tours et des créneaux. Le château fut également la résidence d'été du fils de Maximilien, Louis II, qui a ordonné la construction de la chapelle en 1876. Le 12 juin 1886, Louis est assigné à résidence au château après sa destitution pour folie. Il est retrouvé mort dans le parc, le 13 juin, flottant dans les eaux peu profondes proches du rivage. La chapelle de la Croix du lac est édifiée dans le parc du château sur le lieu de la découverte du corps du roi.

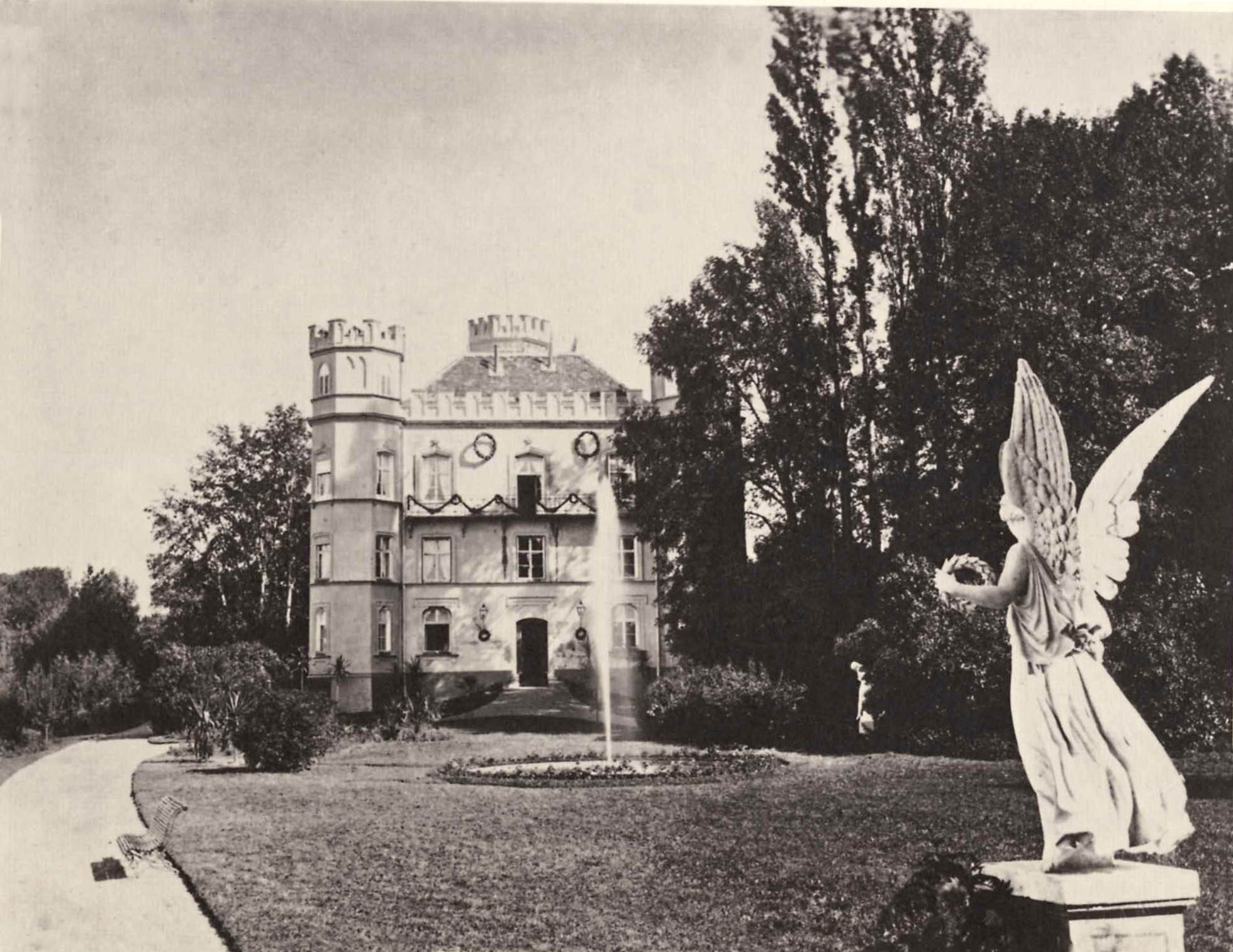
Le château en 1886

Après la Seconde Guerre mondiale, le château fut endommagé par des soldats américains et reconstruit sommairement dans son ancien style renaissance. Il servit de résidence principale du duc Albert de Bavière. Son fils, François de Bavière, l'actuel chef de la maison de Wittelsbach, l'utilise comme résidence de campagne.